# Lista de filmes com temática LGBT de 1980
Esta é uma lista de filmes que contém personagens e/ou temática lésbica, gay, bissexual, ou transgênera lançados em 1980.

| Título                                    | Diretor                    | País               | Gênero                     | Elenco | Anotações |
| ----------------------------------------- | -------------------------- | ------------------ | -------------------------- | --- | --- |
| The Alternative Miss World                | Richard Gayor              | Reino Unido        | Documentário               | Divine, Nell Campbell, Andrew Logan, Lionel Bart, Duggie Fields, Michael Fish                                      | Também conhecido como I Wanna Be a Beauty Queen Sobre o concurso de beleza Alternative Miss World, sediado em uma tenda de circo em Londres em 1978  |
| American Gigolo                           | Paul Schrader              | EUA                | Drama                      | Richard Gere, Lauren Hutton, Hector Elizondo, Nina Van Pallandt, Bill Duke                                         | |
| Beddua                                    | Osman F. Seden             | Turquia            | Drama                      | Bülent Ersoy, Mine Mutlu, Kadir Savun, Hakki Çagdas, Sermin Ölçmen, Cem Erman                                      | trad. Amaldiçoar Primeiro filme de temática gay turco                                                                                                |
| La banquière                              | Francis Girod              | França             | Drama                      | Romy Schneider, Marie-France Pisier, Claude Brasseur, Jean-Claude Brialy, Jean-Louis Trintignant, Daniel Auteuil   | |
| O Beijo no Asfalto                        | Bruno Barreto              | Brasil             | Drama                      | Tarcísio Meira, Ney Latorraca, Lídia Brondi, Christiane Torloni, Daniel Filho, Oswaldo Loureiro                    | Baseado na peça homônima de Nelson Rodrigues |
| Bionda fragola                            | Mino Bellei                | Itália             | Comédia                    | Mino Bellei, Umberto Orsini, Renato Scarpa                                                                         | A vida pacata de um casal gay se complica depois de um modelo virar seu vizinho                                                                      |
| The Budding Of Brie                       | Henri Pachard              | EUA                | Erótico                    | Hillary Summers, Jennifer Jordan, Eric Edwards, Jake Teague, Laurien Dominique                                     | Uma mulher se aproxima de uma estrela de cinema e planeja tirar tudo dela                                                                            |
| La Cage aux Folles II                     | Édouard Molinaro           | França, Itália     | Comédia                    | Michel Serrault, Ugo Tognazzi, Marcel Bozzuffi, Michel Galabru, Paola Borboni, Benny Luke                          | trad. A Gaiola da Loucas II Continuação do filme de 1978                                                                                             |
| Can't Stop the Music                      | Nancy Walker               | EUA                | Comédia, Musical           | Village People, Steve Guttenberg, Valerie Perrine, Caitlyn Jenner, Paul Sand, Tammy Grimes                         | O primeiro ganhador do Framboesa de Ouro de Pior Filme                                                                                               |
| Comme une femme                           | Christian Dura             | França             | Drama                      | Pascale, Patrick Guillemin, Jean Droze, Philippe Aussant, Judi Bobiak, Philippe Nicaud                             | Uma mulher trans vai morar em Paris depois de sua transição de gênero                                                                                |
| Corpo Devasso                             | Alfredo Sternheim          | Brasil             | Erótico                    | Arlindo Barreto, Luiz Carlos Braga, David Cardoso, Zilca Brandão, Marquito Castelhana                              | [ 7 ] |
| Cruising                                  | William Friedkin           | EUA                | Drama, Policial            | Al Pacino, Paul Sorvino, Karen Allen, Richard Cox, Don Scardino, Joe Spinell                                       | Baseado no romance homônimo de Gerald Walker |
| Deux lions au soleil                      | Claude Faraldo             | França             | Drama, Fantasia            | Jean-François Stévenin, Jean-Pierre Sentier, Catherine Lachens, Jean-Pierre Tailhade, Martine Sarcey, Michel Robin | trad. Dois Leões ao Sol Dois proletariados de 40 anos decidem parar de trabalhar                                                                     |
| Él y él                                   | Eduardo Manzanos Brochero  | Espanha            | Drama                      | Antonio Escudero, María Luisa Ponte, Carmen Utrilla, Aparicio Rivero, Alejandro Urquía, Montserrat Calvo           | . trad. Ele e Ele |
| Équation à un inconnu                     | Dietrich De Velsa          | França             | Erótico                    | Reinhard Montz, Jean-Jacques Loupmon, Gianfranco Longhi                                                            | Um jovem vai de um encontro sexual a outro em sua moto                                                                                               |
| Eva man (Due sessi in uno)                | Antonio D’Agostino         | Itália             | Erótico                    | Eva Robin's, Ajita Wilson, Ramón Centenero, Fabián Conde, Annj Goren, Sara Mora                                    | [ 11 ] |
| Fama                                      | Alan Parker                | EUA                | Musical, Drama             | Irene Cara, Paul McCrane, Maureen Teefy, Anne Meara, Debbie Allen, Eddie Barth                                     | |
| Femmine Infernali                         | Edoardo Mulargia           | Itália             | Crime, Erótico             | Anthony Steffen, Ajita Wilson, Cristina Lay, Cintia Lodetti, Luciano Pigozzi, Serafino Profumo                     | Se passa em uma prisão feminina no meio da floresta                                                                                                  |
| Gay Salomé                                | Michele Massimo Tarantini  | Itália             | Comédia, Fantasia, Musical | Vinicio Diamanti, Pasquale Zacco, Paolo Bassi, Ascanio de Angelis, Matteo D'Ambra, Antonio Fabbozzi                | A peça Salomé é encenada no Alibi, a boate gay mais notória de Roma                                                                                  |
| Giselle                                   | Victor di Mello            | Brasil             | Drama, Erótico             | Alba Valéria, Carlo Mossy, Maria Lúcia Dahl, Nildo Parente, Monique Lafond, Celso Faria                            | |
| Graal                                     | Teo Hernández              | França             | Experimental               | Gaël Badaud, Pascal Martin, Michel Nedjar                                                                          | [ 14 ] |
| Happy Birthday, Gemini                    | Richard Benner             | EUA                | Comédia                    | Madeline Kahn, Rita Moreno, David Marshall Grant, Robert Viharo, Jeff Wincott                                      | No dia do seu aniversário de 21 anos, um universitário percebe que está apaixonado pelo irmão da namorada                                            |
| Heaven (Gay Life)                         | Nigel Wattis               | Reino Unido        | Curta                      | | Celebra a inauguração da boate gay Heaven |
| Une Histoire sans Importance              | Jacques Duron              | França             | Curta, Drama, Erótico      | Philippe Bories, Bernard Flamain, Jeanne Barthélémy, Raymond Barthélémy, Eric Cabello                              | Um jovem descobre sua homossexualidade |
| Hors-jeux                                 | André Almurò               | França             | Musical                    | | Onze jovens buscam o prazer através de rituais pagãos                                                                                                |
| Hussy                                     | Matthew Chapman            | Reino Unido        | Drama                      | Helen Mirren, John Shea, Murray Salem, Paul Angelis, Jenny Runacre, Patty Boulaye                                  | [ 19 ] |
| Ixe                                       | Lionel Soukaz              | França             | Curta, Drama               | Jean-François B., François Dantchev, Farida, Karine, Hervé Leymarie, Lionel Soukaz                                 | [ 20 ] |
| Kazetachi No Gogo (風たちの午後)          | Hitoshi Yazaki             | Japão              | Romance, Drama             | Setsuko Aya, Naomi Ito, Yōshi Sugita, Mari Atake                                                                   | Uma lésbica reprimida desenvolve uma obsessão por sua colega de quarto                                                                               |
| Lieve jongens                             | Paul de Lussanet           | Países Baixos      | Comédia, Drama             | Hugo Metsers, Hans Dagelet, Bill van Dijk, Albert Mol, Pleuni Touw, Marina de Graaf                                | trad. Queridos Meninos Baseado nos romances de Gerard Reve                                                                                           |
| Liv og død                                | Petter Vennerød, Svend Wam | Noruega            | Drama                      | Bjørn Skagestad, Kjersti Døvigen, Sossen Krohg, Knut Husebø, Wenche Foss                                           | Quando um médico casado leva um estudante de medicina gay para casa, eles e a esposa desenvolvem um relacionamento único                             |
| The Long Good Friday                      | John Mackenzie             | Reino Unido        | Suspense, Drama, Policial  | Bob Hoskins, Helen Mirren, Dave King, Bryan Marshall, Derek Thompson, Paul Freeman                                 | [ 23 ] |
| Il lupo e l'agnello                       | Francesco Massaro          | Itália             | Comédia                    | Michel Serrault, Tomás Milián, Ombretta Colli, Laura Adani, Giuliana Calandra, Enrico Luzi                         | Um estilista de cães gay contrata um gangster para assaltar sua sogra controladora                                                                   |
| Machboim                                  | Dan Wolman                 | Israel             | Drama                      | Gila Almagor, Benyamin Armon, Chaim Hadaya, Efrat Lavie, Rahel Shor, Doron Tavory                                  | trad. Escondendo O primeiro filme israelense a tratar da homossexualidade                                                                            |
| Manila by Night                           | Ishmael Bernal             | Filipinas          | Drama                      | Charito Solis, Alma Moreno, Lorna Tolentino, Rio Locsin, Cherie Gil, Gina Alajar                                   | Também conhecido como City After Dark Desvenda os segredos das vidas secretas de uma Manila noturna                                                  |
| La Marche Gaie                            | Lionel Soukaz              | França             | Curta, Documentário        | Allen Ginsberg, Guy Hocquenghem                                                                                    | Segue a Marcha por direitos LGBT de Washington D.C. de 1979                                                                                          |
| Michael, a Gay Son                        | Bruce Glawson              | Canadá             | Curta                      | David Douglas Kelley, Dorothy Janes, Philip McLeod, Harvey Hamburg, Fern Levitt, Terry Dunn                        | Um homem decide revelar sua homossexualidade para sua família                                                                                        |
| La moglie in bianco... l'amante al pepe   | Michele Massimo Tarantini  | Itália             | Comédia                    | Lino Banfi, Pamela Prati, Javier Vinas, Marisa Porcel, Bruno Minniti, Raf Baldassarre                              | [ 29 ] |
| Nijinsky                                  | Herbert Ross               | EUA                | Biográfico, Drama          | Alan Bates, George de la Peña, Leslie Browne, Jeremy Irons                                                         | Baseado na vida e carreira de Vaslav Nijinsky |
| Paul's Case                               | Lamont Johnson             | EUA                | Drama                      | Eric Roberts, Lindsay Crouse, Michael Higgins, Robert Dryden, Mary Pat Gleason, Colin Stinton                      | Baseado no conto homônimo de Willa Cather, sobre um jovem sonhador da classe operária em 1900                                                        |
| Pepi, Luci, Bom y otras chicas del montón | Pedro Almodóvar            | Espanha            | Comédia                    | Carmen Maura, Eva Siva, Alaska (Olvido Gara), Félix Rotaeta, Concha Grégori, Cecilia Roth                          | [ 32 ] |
| Pixote, a Lei do Mais Fraco               | Hector Babenco             | Brasil             | Drama                      | Fernando Ramos da Silva, Gilberto Moura, Marília Pêra, Jardel Filho, Rubens de Falco, Elke Maravilha               | Baseado no livro Infância dos Mortos de José Louzeiro                                                                                                |
| Le rebelle                                | Gérard Blain               | França             | Drama                      | Patrick Norbert, Michel Subor, Isabelle Rosais, Jean-Jacques Aublanc, Françoise Michaud, Alain Jérôme              | trad. O Rebelde Depois da morte de seus pais, um jovem passa a cometer crimes para cuidar de sua irmã mais nova                                      |
| Richard's Things                          | Anthony Harvey             | Reino Unido        | Drama                      | Liv Ullmann, Amanda Redman, Peter Burton                                                                           | trad. Os Pertences de Richard Roteirizado por Frederic Raphael, beaseado em seu romance homônimo                                                     |
| Die Schönen Wilden Von Ibiza              | Sigi Rothemund             | Alemanha Ocidental | Crime, Drama               | Régis Porte, Tanja Spiess, Michael Gspandl, Beate Gränitz, Margit Geissler, Gesa Thoma                             | [ 35 ] |
| Serial                                    | Bill Persky                | EUA                | Comédia                    | Martin Mull, Tuesday Weld, Jennifer McAllister, Sally Kellerman, Bill Macy, Christopher Lee                        | trad. O Atrevido Jogo da Burguesia |
| The Shadow Box                            | Paul Newman                | EUA                | Drama                      | Joanne Woodward, Christopher Plummer, Valerie Harper, James Broderick, Sylvia Sidney, Melinda Dillon               | Baseado na peça homônima de Michael Cristofer Segue três pacientes de um grande hospital                                                             |
| Simone Barbès ou la vertu                 | Marie-Claude Treilhou      | França             | Drama                      | Ingrid Bourgoin, Martine Simonet, Michel Delahaye, Sonia Saviange, Noël Simsolo                                    | Segue a noite de uma funcionária de um cinema pornô                                                                                                  |
| Sinfonía erótica                          | Jesús Franco               | Espanha, Portugal  | Crime, Erótico, Drama      | Lina Romay, Susan Hemingway, Mel Rodrigo, Aida Gouveia, Albino Graziani                                            | Um nobre e seus amantes (um jovem e uma freira) planejam matar sua esposa                                                                            |
| Spetters                                  | Paul Verhoeven             | Países Baixos      | Drama                      | Hans van Tongeren, Renée Soutendijk, Toon Agterberg, Maarten Spanjer, Marianne Boyer, Peter Tuinman                | Um dos personagens principais descobre que é gay |
| Squeeze                                   | Richard Turner             | Nova Zelândia      | Drama                      | Donna Akersten, Paul Eady, Don Farr, Faye Flegg, Peter Heperi, David Herkt                                         | Feito para quebrar 'o sílêncio conspiratório' sobre a homossexualidade, mostra a comunidade LGBT de Auckland                                         |
| Stir                                      | Stephen Wallace            | Austrália          | Ação, Drama, Suspense      | Bryan Brown, Max Phipps, Dennis Miller, Gary Waddell, Phil Motherwell, Michael Gow                                 | Inspirado na revolta prisional na Bathurst Jail em 1974                                                                                              |
| Susana                                    | Susana Blaustein Muñoz     | Argentina          | Curta                      | Susana Blaustein Muñoz                                                                                             | Dramatização da saída do armário da diretora |
| También encontré mariquitas felices       | Els 5QKs                   | Espanha            | Comédia                    | Lluís Escribano, Ramón Massa, Enric Benz, Cesc Pérez, Alfons de Sierra                                             | Um grupo de gays se juntam para lutar contra homofóbicos em drag                                                                                     |
| Taxi zum Klo                              | Frank Ripploh              | Alemanha Ocidental | Comédia                    | Frank Ripploh, Bernd Broaderup, Peter Fahrni, Hans-Gerd Mehrtens                                                   | trad. Táxi para o Banheiro Um professor gay anda por Berlim procurando um lugar para ter sexo casual                                                 |
| Times Square                              | Allan Moyle                | EUA                | Drama, Musical             | Trini Alvarado, Robin Johnson, Tim Curry, Herbert Berghof, David Margulies, Anna Maria Horsford                    | Duas garotas procuram refúgio em Nova Iorque |
| Vestida para Matar                        | Brian De Palma             | EUA                | Suspense, Policial         | Michael Caine, Angie Dickinson, Nancy Allen, Keith Gordon, Dennis Franz, David Margulies                           | [ 46 ] |
| Le Voyage en douce                        | Michel Deville             | França             | Drama                      | Dominique Sanda, Geraldine Chaplin, Jacques Zabor, Jean Crubelier, Valerie Masterson, Cécile Le Bailly             | trad. A Viagem Duas amigas de infância, ambas casadas, decidem viajar juntas                                                                         |
| Was soll'n wir denn machen ohne den Tod   | Elfi Mikesch               | Alemanha Ocidental | Documentário               | | Um casal de idosas passam seus últimos anos em uma casa de repouso em Hamburgo                                                                       |
| What Am I?                                |                            | Reino Unido        | Curta, Documentário        | April Ashley, Judy Cousins                                                                                         | Entrevista pioneiros do movimento trans |
| Windows                                   | Gordon Willis              | EUA                | Drama, Suspense            | Talia Shire, Joseph Cortese, Elizabeth Ashley, Kay Medford, Michael Gorrin, Russell Horton                         | trad. Maldita Paixão Uma mulher vira a obsessão de sua vizinha lésbica                                                                               |
| Witches, Faggots, Dykes and Poofters      | Digby Duncan               | Austrália          | Documentário               | Jude Kuring (Narradora)                                                                                            | Detalha a resposta da comunidade LGBT depois da polícia de Sydney ter atacado pessoas durante o carnaval                                             |
| The Women’s Room                          | Glenn Jordan               | EUA                | Drama                      | Lee Remick, Colleen Dewhurst, Patty Duke, Tovah Feldshuh, Tyne Daly, Mare Winningham                               | Cansada da infidelidade do marido, uma esposa sai de casa e volta à faculdade, onde encontra várias mulheres confiantes que a ajudam a achar sua voz |